# 费滑之战
费滑之战，公元前555年（周灵王十七年，鲁襄公十八年，晋平公三年，楚康王五年，郑简公十一年），楚国攻打郑国的作战。
前555年，齐国和晋国爆发平阴之战，楚国计划攻打郑国，援救齐国。郑简公和郑国大夫良霄（伯有）、公孙黑肱（子张）、公孙虿（子蟜）随晋国东征齐国，留守的是公子嘉（子孔）、公孙舍之（子展）、公孙夏（子西）。子孔暗中勾结楚国，想要处掉子西、子展。楚康王决定出兵。令尹子庚率领楚军进攻郑国，驻扎在鱼陵（今河南省许昌市西南）。右翼部队在上棘（今河南省禹州市西北）筑城，就徒步渡过颍水，驻扎在旃然水（今河南省荥阳市索河）边。子冯、公子格率领精锐部队攻打费滑（今河南省偃师市南）、胥靡、献于、雍梁，向右绕过梅山，入侵郑国东北部，到达虫牢（今河南省封丘县北）然后回去。子庚进攻纯门，在城下住了两晚然后回去。军队渡过鱼齿山（今河南省平顶山市西北）下的滍水，遇到大雨，楚军大多被冻坏，服杂役的人几乎死光。